# Rio Open 2019
Rio Open 2019 — тенісний турнір, що проходив на ґрунтових кортах у місті Ріо-де-Жанейро, Бразилія з 18 лютого. Належав до категорії ATP Tour 500.

## Фінальна частина

### Одиночний розряд
Ласло Дьєр —  Фелікс Оже-Аліассім 6–3, 7–5

### Парний розряд
Максімо Гонсалес /  Ніколас Яррі —  Томас Беллуччі /  Рожеріу Дутра Сілва 6–7(3–7), 6–3, [10–7]